# 斯圖帕基夫卡
50°49′50″N 32°35′3″E / 50.83056°N 32.58417°E
斯圖帕基夫卡（烏克蘭語：Ступаківка），是烏克蘭北部的村莊，隸屬切爾尼希夫州的普里盧基區。該村面積2平方公里，海拔高度155米，2001年人口283，人口密度每平方公里140人。